# Football Manager 2007
 (janvier 2008).
Si vous disposez d'ouvrages ou d'articles de référence ou si vous connaissez des sites web de qualité traitant du thème abordé ici, merci de compléter l'article en donnant les références utiles à sa vérifiabilité et en les liant à la section « Notes et références ».
Football Manager 2007 (FM2007) est un jeu vidéo de football qui est sorti en 2006 sur les consoles Xbox 360 ainsi que sur PC et sur MAC.
Il fait partie de la série Football Manager développée par Sports Interactive, elle-même faisant suite à Championship Manager.
Doté d'une base de données extrêmement vaste et précise, d'un moteur de matchs cohérent et d'une grande profondeur, Football Manager 2007 demeure incontournable pour les férus du genre ; ces détracteurs ne peuvent lui reprocher qu'une austérité certaine et une bande son très minimaliste.

## Version portable
Football Manager Handheld 2007 est le portage PlayStation Portable du jeu.